# 霞

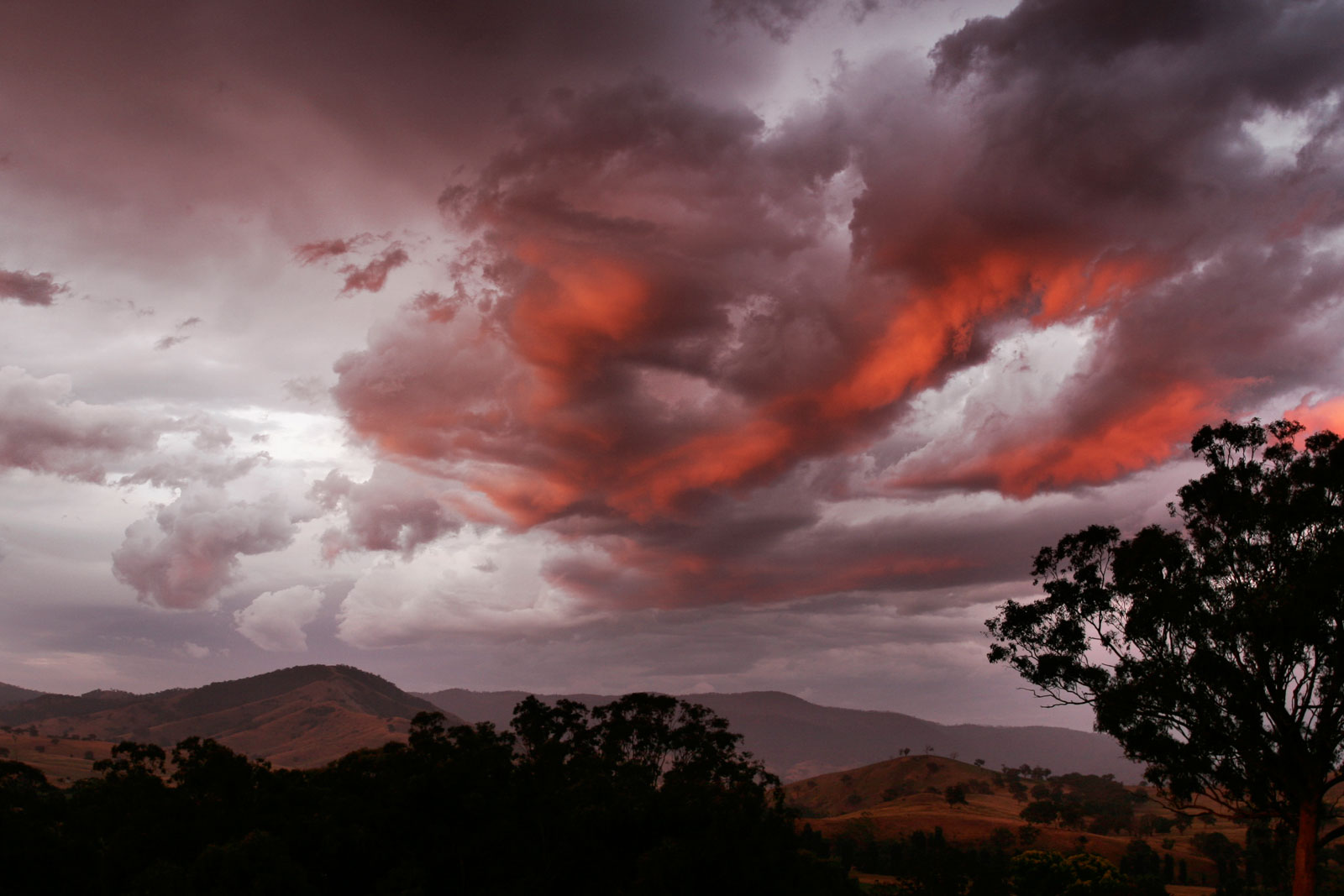
晚霞餘暉

霞分朝霞和晚霞，是太陽光斜照至地球時遇到懸浮在大氣層高處的細小塵粒產生散射而成的彩色光辉，而其通常會在日落後在雲層最高處之上形成。
公元1883年印尼的喀拉喀托火山爆發時，在世界各地皆出現了特別鮮紅的日落景色，這是因為大量火山灰被吹至高空，並被高空的大氣氣流帶至世界各地。蒙克的畫作《吶喊》（Skrik）正是描繪此時期的晚霞餘暉。

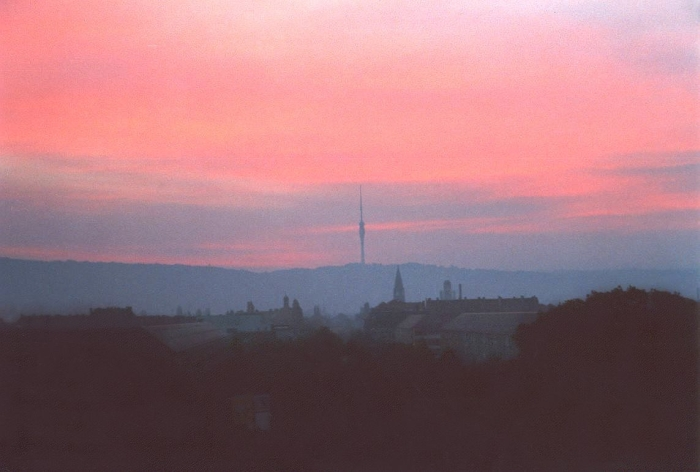
德國薩克森州德累斯顿的晚霞餘暉。

臺灣新北市三重區的晚霞。

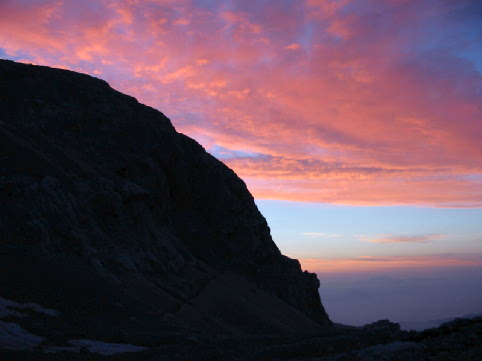
斯洛文尼亞的山脈上的晚霞餘暉

中国北京东长安街及延长线旁的建筑反射的晚霞。

## 天气
天氣諺語「朝霞不出門，晚霞行千里」是透过天色來辨別天氣狀況。这里的朝霞和晚霞都是反射霞，是阳光以低角度斜射，通过大气层的路程比较长，被大量的空气分子散射的结果。波长较短的可见光，即綠、藍與紫光，由于散射减弱最多，无法穿透大气层。波长较长的可见光，即红色或橙色光，减弱得最少。当空中的尘埃、水汽等杂质愈多时，其色彩愈显著。如果有云层，云块也会染上橙红艳丽的颜色。
日出前后在东方天空看到的霞称早霞，日落前后在西方天空看到的霞称晚霞。出现朝霞说明大气中含有许多水汽，随着太阳升高，热力作用增强，对流进一步发展，云也会进一步发展，容易造成阴雨天气。出现晚霞，虽然也证明大气中含有许多水汽，但太阳就要落山，不会形成云层。

## 霞的引伸
日本的一种制菜刀的工艺，以钢包铁打造而钢成为刀刃部分，这种方法制成的菜刀称为霞菜刀（霞庖丁），因钢和铁连接的部分像霞的颜色而得名。日本関市仍有一个不错的手工菜刀以霞作品牌名。

## 參看條目
- 對日照
- 日落
- 瑞利散射
- 地影
- 金星帶

## 延伸阅读
[在维基数据编辑]
 《欽定古今圖書集成·曆象彙編·乾象典·雲霞部》，出自陈梦雷《古今圖書集成》